# Quảng Lộc (nhà Thanh)
Quảng Lộc (Giản thể: 广禄, Phồn thể: 廣祿; 1706 – 1785) là một thân vương của nhà Thanh trong lịch sử Trung Quốc.

## Cuộc đời
Quảng Lộc sinh vào giờ Thân, ngày 27 tháng 6 (âm lịch) năm Khang Hi thứ 45 (1706), trong gia tộc Ái Tân Giác La. Ông là con trai thứ ba của Điệu Thân vương Bảo Thụ – con trai thứ năm của Dụ Hiến Thân vương Phúc Toàn. Mẹ ông là Trắc Phúc tấn Lưu thị (劉氏). Năm Ung Chính thứ 4 (1726), anh trai thứ hai của ông là Dụ Thân vương Quảng Linh bị đoạt tước, nên ông được tập tước Dụ Thân vương đời thứ 4. Đến tháng 8 năm thứ 8 (1730), ông nhậm chức Tông lệnh, đứng đầu Tông Nhân phủ. Tháng 5 năm sau (1731), ông quản lý Tương Hồng kỳ Giác La học.
Năm Càn Long thứ 3 (1738), ông trở thành Nghị chính Vương Đại thần, được phép vào cung bàn luận chính sự. Hai năm sau, ông nhậm chức Đô thống Hán quân Chính Hoàng kỳ. Năm thứ 7 và thứ 8, ông hai lần nhậm chức Đô thống Hán quân Tương Hoàng kỳ. Đến tháng 12 năm thứ 11 (1746), ông được điều làm Ngọc Điệp quán Tổng tài (玉牒馆总裁), phụ trách biên soạn Ngọc điệp của nhà Thanh. Năm thứ 13 (1748), tháng 12, ông lại được điều làm Đô thống Mãn Châu Chính Lam kỳ kiêm Tông Nhân phủ Tông lệnh (宗人府宗令), thay quyền Đô thống Hán quân Tương Hoàng kỳ. Đến tháng 7 năm thứ 35 (1770), ông quản lý Chính Hoàng kỳ Giác La học. Tháng 10 năm thứ 38 (1773), ông được điều từ vị trí Đô thống Mãn Châu Chính Lam kỳ sang làm Đô thống Hán quân Tương Lam kỳ.
Năm thứ 49 (1784), tháng 5, ông bị bãi bỏ chức Tổng quản Chính Hoàng kỳ Giác La học. Năm thứ 50 (1785), ngày 21 tháng 9 (âm lịch), ông qua đời, thọ 80 tuổi, được truy thụy Dụ Trang Thân vương (裕庄亲王).

## Gia quyến

### Thê thiếp
- Đích Phúc tấn: Ngạc Mô Tha thị (鄂謨拖氏), con gái của Tướng quân Tịch Trụ (席柱).
- Trắc Phúc tấn
  - Bào thị (鮑氏), con gái của Đức Bảo (德寶).
  - Vương thị (王氏), con gái của Thạch Đồ (石圖).
  - Phí thị (費氏), con gái của Quế Cách (桂格).
  - Cái thị (葢氏), con gái của Cái Thế Kiệt (葢世傑).
- Thứ Phúc tấn:
  - Hứa thị (許氏), con gái của Hứa Anh (許英).
  - Từ thị (徐氏), con gái của Từ Thành Công (徐成功).
  - Chu thị (朱氏), con gái của Phật Bảo (佛保).
  - Viên thị (袁氏), con gái của Viên Hưng Tổ (袁興祖).
  - Trương thị (張氏), con gái của Trương Văn Tĩnh (張文靜).
  - Lưu thị (劉氏), con gái của Lưu Vĩnh (劉永).
- Thứ thiếp:
  - Châu thị (周氏), con gái của Thất Thập Bát (七十八).
  - Trương thị (張氏), con gái của Trương Ý Lộc (張意祿).

### Con trai
1. Lượng Khiêm (亮謙; 1726 – 1728), mẹ là Trắc Phúc tấn Vương thị. Chết yểu.
2. Lượng Hằng (亮恆; 1727 – 1729), mẹ là Trắc Phúc tấn Vương thị. Chết yểu.
3. Lượng Cảnh (亮景; 1728 – 1752), mẹ là Trắc Phúc tấn Vương thị. Được phong làm Trấn quốc Tướng quân kiêm Nhị đẳng Thị vệ. Có 3 con trai.
4. Lượng Chiêu (亮昭; 1730 – 1746), mẹ là Đích Phúc tấn Ngạc Mô Tha thị. Qua đời khi chưa lập gia thất.
5. Lượng Định (亮定; 1733 – 1737), mẹ là Trắc Phúc tấn Bào thị. Chết yểu.
6. Lượng Thần (亮臣; 1734 – 1737), mẹ là Trắc Phúc tấn Bào thị. Chết yểu.
7. Lượng Trí (亮智; 1735 – 1801), mẹ là Trắc Phúc tấn Bào thị. Được phong làm Phụ quốc Tướng quân, nhưng sau bị đoạt tước. Có 3 con trai.
8. Lượng Thanh (亮清; 1736 – 1776), mẹ là Trắc Phúc tấn Phí thị. Được phong làm Phụ quốc Tướng quân. Có 3 con trai.
9. Lượng Tuệ (亮慧; 1739 – 1744), mẹ là Thứ Phúc tấn Hứa thị. Chết yểu.
10. Lượng Duyệt (亮悅; 1739 – 1740), mẹ là Thứ Phúc tấn Từ thị. Chết yểu.
11. Lượng Trụ (亮柱; 1740 – 1783), mẹ là Thứ Phúc tấn Chu thị. Được phong làm Phụng quốc Tướng quân kiêm Tam đẳng Thị vệ. Có 7 con trai.
12. Lượng Hoán (亮煥; 1740 – 1808), mẹ là Thứ Phúc tấn Từ thị. Năm 1785 được tập tước Dụ Thân vương. Sau khi qua đời được truy thụy Dụ Hy Quận vương (裕僖郡王). Có 7 con trai.
13. Lượng Khôi (亮魁; 1741 – 1817), mẹ là Trắc Phúc tấn Cái thị. Được phong làm Trấn quốc Tướng quân kiêm Tam đẳng Thị vệ. Có 2 con trai.
14. Lượng Khánh (亮慶; 1742 – 1787), mẹ là Trắc Phúc tấn Cái thị. Được phong làm Trấn quốc Tướng quân kiêm Tam đẳng Thị vệ. Có 1 con trai.
15. Lượng Thư (亮舒; 1743 – 1745), mẹ là Trắc Phúc tấn Cái thị. Chết yểu.
16. Lượng Minh (亮明; 1748 – 1750), mẹ là Trắc Phúc tấn Cái thị. Chết yểu.
17. Lượng Viễn (亮遠; 1749 – 1808), mẹ là Trắc Phúc tấn Bào thị. Được phong làm Phụ quốc Tướng quân kiêm Tam đẳng Thị vệ. Có 4 con trai.
18. Lượng Hồ (亮瑚; 1756 – 1797), mẹ là Trắc Phúc tấn Cái thị. Được phong làm Trấn quốc Tướng quân kiêm Tam đẳng Thị vệ. Có 2 con trai.
19. Lượng Hùng (亮雄; 1758 – 1763), mẹ là Trắc Phúc tấn Cái thị. Chết yểu.
20. Lượng Cung (亮恭; 1761 – 1764), mẹ là Thứ thiếp Châu thị. Chết yểu.
21. Lượng Thông (亮聰; 1763 – 1797), mẹ là Trắc Phúc tấn Cái thị. Được phong làm Trấn quốc Tướng quân. Có 3 con trai.
22. Lượng Thượng (亮尙; 1768 – 1769), mẹ là Thứ thiếp Trương thị. Chết yểu.